# La Calmette
 La Calmette  es una población y comuna francesa, situada en la región de Languedoc-Rosellón, departamento de Gard, en el distrito de Nimes y cantón de Saint-Chaptes.

## Demografía
| 596 | 712 | 710 | 893 | 1318 | 1635 |
| Para los censos de 1962 a 1999 la población legal corresponde a la población sin duplicidades (Fuente: INSEE [Consultar]) |     |     |     |      |      |